# Sistem cristalin monoclinic

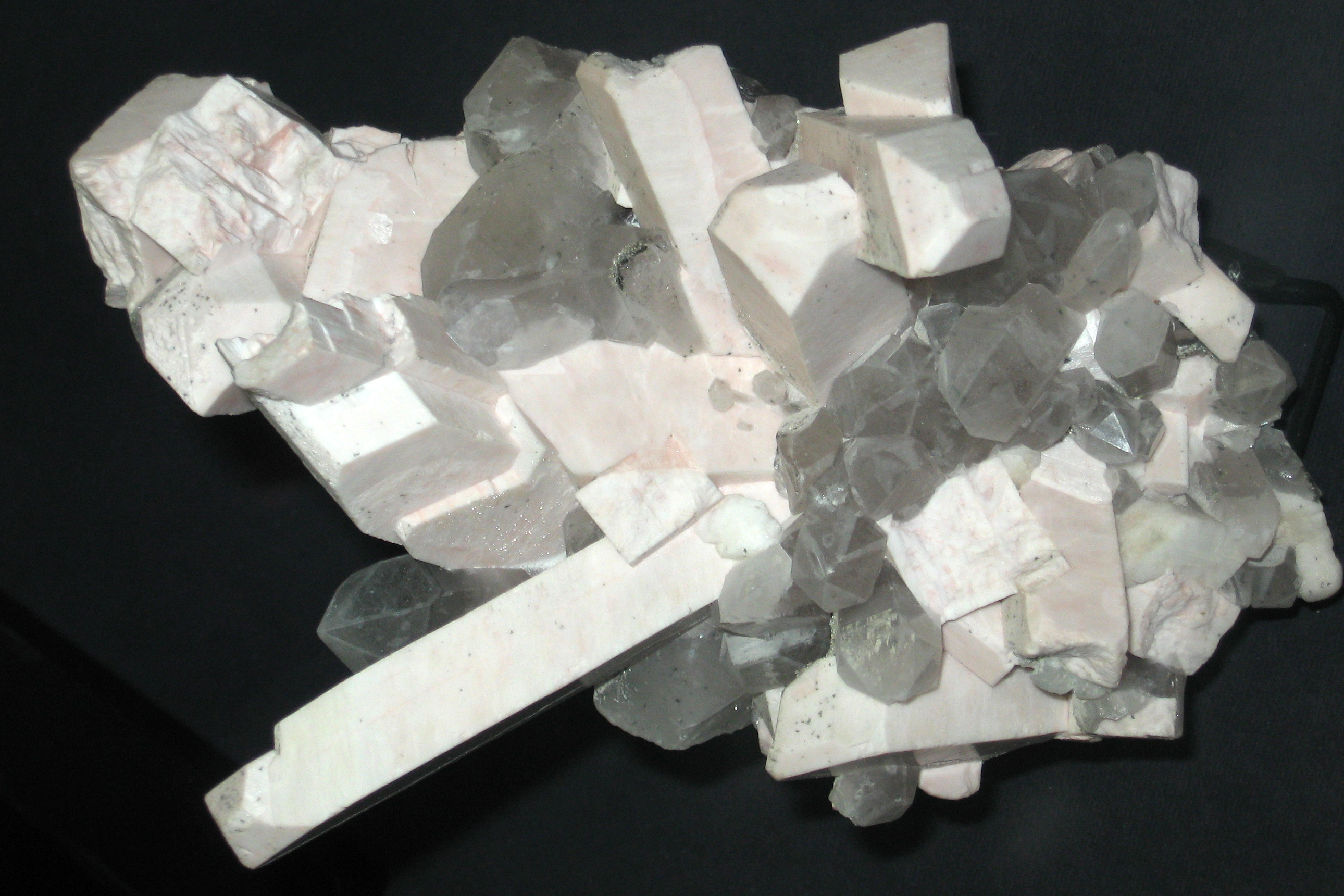
Un exemplu de mineral ce cristalizează în sistemul monoclinic este ortoclazul

În cristalografie, sistemul cristalin monoclinic este un sistem cristalin al cărui celulă elementară este foarte puțin simetrică. În acest sistem, cristalul este descris de vectori de lungimi egale, analog sistemului ortorombic, care formează o prismă patrulateră cu un paralelogram la bază.

## Tipuri

### Rețele Bravais
| Rețea Bravais              | Monoclinic primitiv | Monoclinic cu bază centrată |
| Simbol Pearson             | mP                  | mS                          |
| -------------------------- | ------------------- | --------------------------- |
| Celulă elementară standard |                     |                             |

### Clase cristaline
Cristalele din sistemul monoclinic se clasifică în alte trei clase cristaline:
- Sfenoidal
- Domatic
- Prismatic

## Exemple
Minerale care cristalizează în sistemul monoclinic sunt: gipsul, ortoclazul, etc.